# Playa de Bakio (barco)
El Playa de Bakio es un buque de pesca atunero congelador español, propiedad de la empresa Pesquera Vasco Montañesa (Pevasa), que tiene su sede en el municipio de Bermeo (Vizcaya), y que fue construido por los astilleros Balenciaga S.A., de Zumaya (Guipúzcoa).

## Secuestro
El buque, fue secuestrado por piratas somalies a 460 millas de las costa de Somalia. En su apoyo, fue enviada la Fragata Méndez Núñez (F-104). Después de ser liberado tras negociación, intentaron secuestrarlo de nuevo, pero el helicóptero y las zodiacs de la fragata maniobraron para impedirlo.